# Ștefan cel Mare (Argeș)
Ștefan cel Mare is een Roemeense gemeente in het district Argeș.
Ștefan cel Mare telt 2488 inwoners.